# 坎伯蘭森特 (緬因州)
坎伯蘭森特（英語：Cumberland Center）是位於美國緬因州坎伯蘭縣的一個普查規定居民點。

## 人口
根據2020年美國人口普查的數據，坎伯蘭森特的面積為10.97平方千米，當中陸地面積為10.96平方千米，而水域面積為0.01平方千米。當地共有人口2739人，而人口密度為每平方千米249.68人。